# Mzimba
Mzimba är en distriktshuvudort i Malawi. Den ligger i distriktet Mzimba i regionen Northern Region, i den nordvästra delen av landet. Mzimba ligger 1 339 meter över havet och antalet invånare är 19 308.
Terrängen runt Mzimba är huvudsakligen platt, men österut är den kuperad. Omgivningarna runt Mzimba är huvudsakligen savann.